# Pamlico County
Pamlico County er et county i delstaten North Carolina i USA med en befolkning på 12.934. Hovedbyen er Bayboro.

## Historie
Pamlico County dannedes i 1872 af dele af Beaufort County og Craven County og fik navn efter Pamlico Sound, som det ligger op til.

## Geografi
Ifølge den officielle opgørelse har Pamlico County et samlet areal på 1.467 km², hvoraf 594 km² (40,49%) er vand.

### Tilgrænsende counties
- Beaufort County – nord
- Hyde County – nordøst (over Pamlico Sound)
- Carteret County – sydøst (over mundingen af Neusefloden)
- Craven County – sydvest (over mundingen af Neusefloden og mod vest

## Byer
- Alliance
- Arapahoe
- Bayboro
- Mesic
- Minnesott Beach
- Oriental
- Stonewall
- Vandemere
- Maribel
- Florence
- Merritt
- Reelsboro
- Grantsboro
- Hobucken
- Lowland